# Warszawa Praga (stacja kolejowa)
Warszawa Praga – stacja kolejowa położona na terenie warszawskiego Targówka przy ul. Pożarowej, tworząca tzw. węzeł nadwiślański.

## Ruch pasażerski[1]
| Rok  | Wymiana pasażerska na dobę |
| ---- | -------------------------- |
| 2017 | 700-999                    |
| 2018 | 700-999                    |
| 2019 | 700-999                    |
| 2020 | 500-699                    |
| 2021 | 500-699                    |
| 2022 | 700-999                    |
| 2023 | 700-999                    |

## Opis
Na stacji zatrzymują się pociągi podmiejskie Kolei Mazowieckich oraz osobowe Szybkiej Kolei Miejskiej. Ruch dalekobieżny odbywa się po tych samych torach, co podmiejski.
Jest jedną z trzech stacji rozrządowych na terenie Warszawy (pozostałe to Warszawa Wschodnia Towarowa na Pradze-Południe oraz Warszawa Gdańska po lewej stronie Wisły) i największą z nich. Stacja posiada dwie górki rozrządowe, do obsługi połączeń północ-południe.
| Przewoźnik         | Linia | Trasa                                                                     |       |
| ------------------ | ----- | ------------------------------------------------------------------------- | ----- |
| Koleje Mazowieckie | R90   | Warszawa Zachodnia (peron 9) – Warszawa Praga – Ciechanów/Mława/Działdowo | [ 3 ] |
| SKM Warszawa       | S3    | Warszawa Lotnisko Chopina – Warszawa Praga – Legionowo                    | [ 4 ] |
| SKM Warszawa       | S4    | Piaseczno – Warszawa Praga – Legionowo – Zegrze Południowe                | [ 5 ] |
| SKM Warszawa       | S40   | Piaseczno – Warszawa Praga – Legionowo – Radzymin/Wieliszew               | [ 6 ] |

## Historia
Stacja powstała w czasie budowy Kolei Nadwiślańskiej. W latach 1877–1998 przy stacji znajdowała się lokomotywownia i warsztaty remontowe (do 1974 trakcji parowej, od 1971 trakcji spalinowej i od 1984 elektrycznej). Zabytkowa hala wachlarzowa została wyburzona w latach 2006−2007. W tym samym czasie zlikwidowane zostały tory oraz obrotnice i przesuwnice do przestawiania lokomotyw. Rejon lokomotywowni o pow. 11 ha PKP sprzedały następnie za 40 mln zł. W 2009 stacja została zmodernizowana, rozebrano stary peron przy torach dla linii dalekobieżnych.

## Galeria

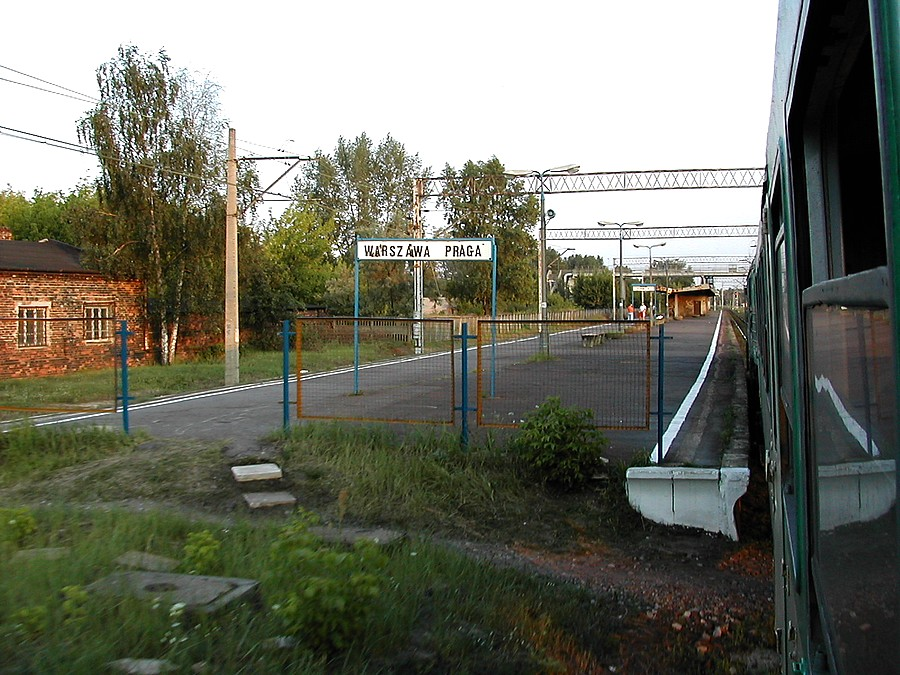
Stacja przed remontem, 2003
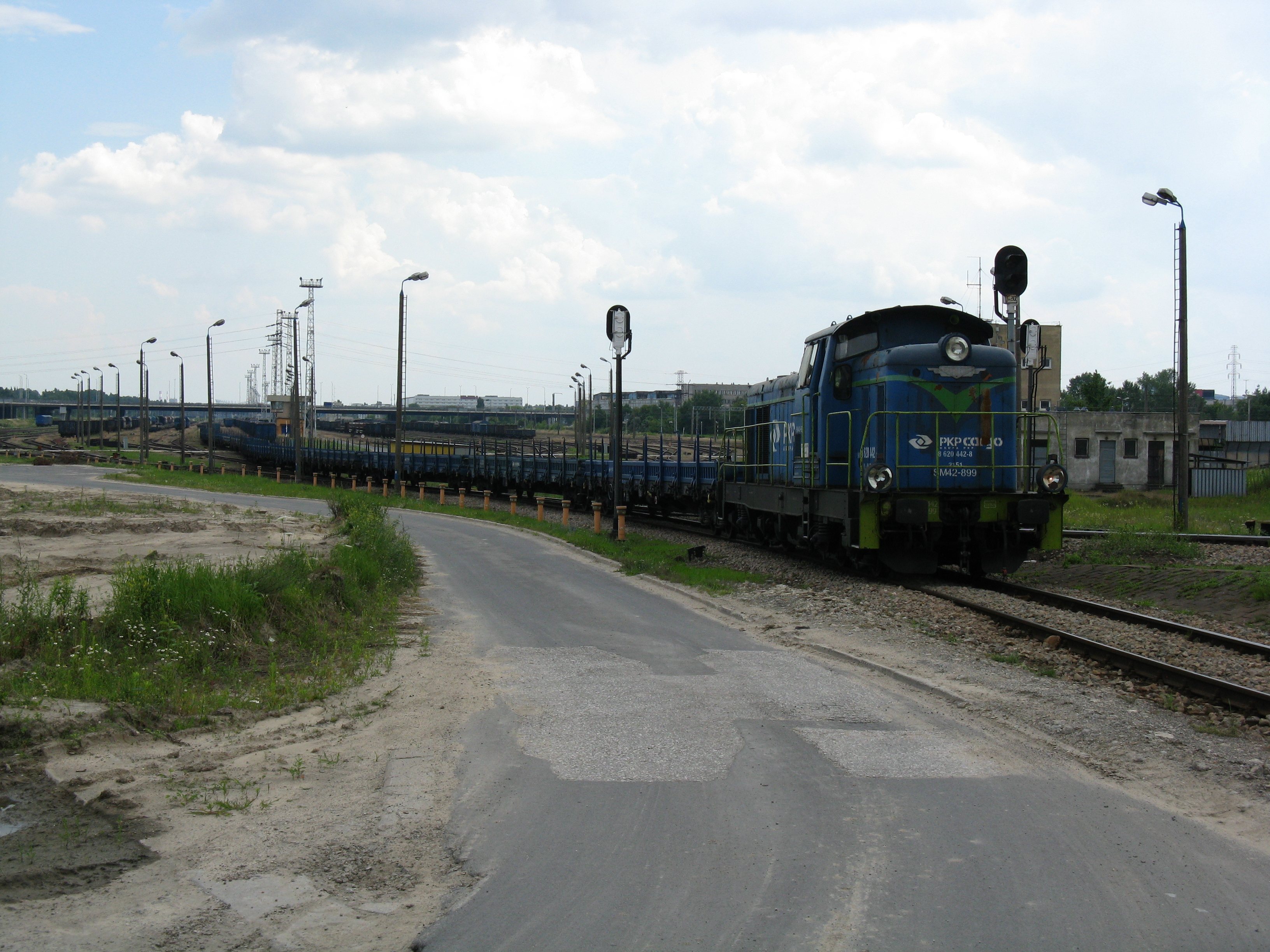
Górka rozrządowa
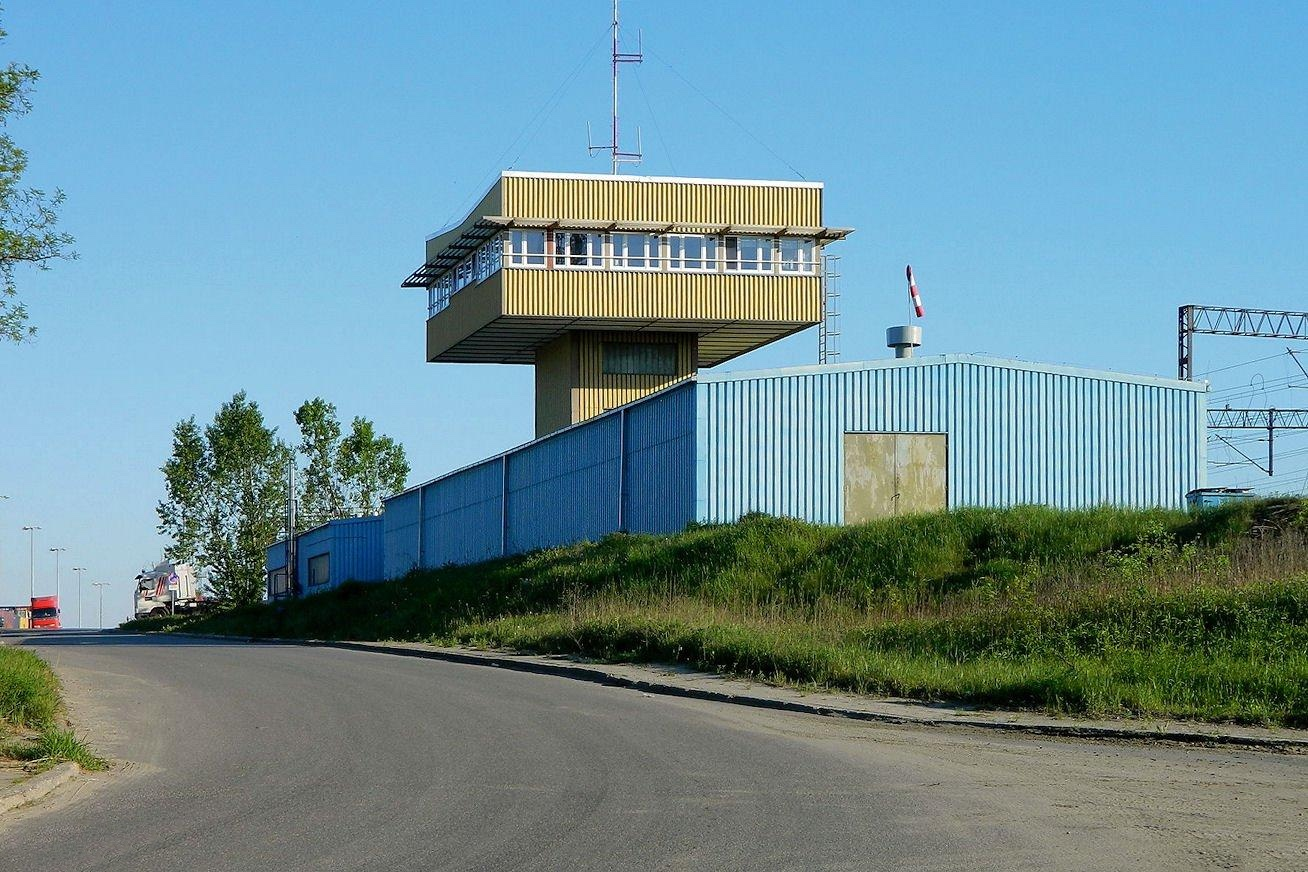
Nastawnia